# Panhard & Levassor Type U1
Der Panhard & Levassor Type U1 ist ein frühes Pkw-Modell. Hersteller war Panhard & Levassor in Frankreich.

## Beschreibung
Die Fahrzeuge haben einen von Arthur Constantin Krebs entwickelten Ottomotor. In den Motorcodes „Z4I“ und „Z4L“ sowie „T4I“ und „T4L“ ab 1910 stehen das „Z“ und das „T“ für diesen „Centaure allégé“ genannten Motor und die „4“ für die Anzahl der Zylinder.
Zwei Motorgrößen standen zur Wahl. Beides sind Vierzylinder-Reihenmotoren mit einzeln gegossenen Zylindern. Der kleinere hat 110 mm Bohrung, 140 mm Hub und 5322 cm³ Hubraum. Er wurde auch 24 CV, ab 1910 25 CV genannt. Der größere hat 125 mm Bohrung, 150 mm Hub, 7363 cm³ Hubraum und war mit 35 CV eingestuft. Die Leistung des Frontmotors wird über ein Vierganggetriebe und Ketten an die Hinterachse übertragen.
Der Radstand beträgt zwischen 277 cm und 313 cm. Bekannt sind Limousinen.
Die Produktion der kleineren Variante lief von Januar 1906 bis 1908 sowie von 1910 bis November 1911. In den einzelnen Kalenderjahren wurden 437, 317, 20, 2 und 4 Fahrzeuge hergestellt. Die andere Ausführung gab es von Januar 1906 bis Juli 1910. Sie war mit 118, 98, 61, 58 und 18 Fahrzeugen nicht so erfolgreich. In Summe sind das 1134 Fahrzeuge, von denen 438 exportiert wurden.
Vorgänger war der Type O. Der ähnliche Type U3 wurde zeitweise parallel angeboten. Nachfolger wurden Type Y und Type X18.

## Zugmaschine
Im September 1914 entstand als Einzelstück eine Zugmaschine im Sinne des Panhard Chatillon Tractor. Der Motor hat den größeren Hubraum und ist mit 35 CV eingestuft. Allerdings ist der Motorcode „T4I“ angegeben, der eigentlich für den kleineren Motor steht.